# 馬力歐·龐諾
馬力歐·龐諾 （1882年—1960年）為義大利心理學家。出生於羅馬，在杜林跟隨Federico Kiesow研究心理學，於1911年在Archives Italiennes de Biologie期刊發表一篇文章，其中提出了著名的龐諾錯覺。同年，於杜林皇家科學院院刊寫出第一篇關於義大利人的心理和電影院的文章。1931年，他接下桑特·德·桑克蒂斯的羅馬大學心理學系主任的位置。